# Nogale większe
Nogale większe (Talegallinae) – podrodzina ptaków z rodziny nogali (Megapodiidae).

## Rozmieszczenie geograficzne
Podrodzina obejmuje gatunki występujące w Australii oraz na Nowej Gwinei i kilku sąsiednich wyspach.

## Podział systematyczny
Do podrodziny należą następujące rodzaje:
- Leipoa Gould, 1840 – jedynym przedstawicielem jest Leipoa ocellata Gould, 1840 – nogal prążkowany
- Alectura Latham, 1824 – jedynym przedstawicielem jest Alectura lathami J.E. Gray, 1831 – nogal brunatny
- Aepypodius Oustalet, 1880
- Talegalla Lesson, 1828